# باراخا
باراخا (به بنگالی: Barkhaa) یک فیلم سینمایی عاشقانه بالیوودی ، به کارگردانی شاداب میرزا و تهیه شده توسط شعبانا هاشمی. با بازی سارا لورن، طاها شاه ، شویتا پاندیت ، پریانشو چاترجی و پانت ایثار است. این فیلم در تاریخ ۲۷ مارس ۲۰۱۵ منتشر شد.  

## تولید
فیلمبرداری در هیماچال پرادش در سال ۲۰۱۴ شروع شد. سایر مکان های فیلمبرداری شامل بمبئی است.    